# Peter Siegele

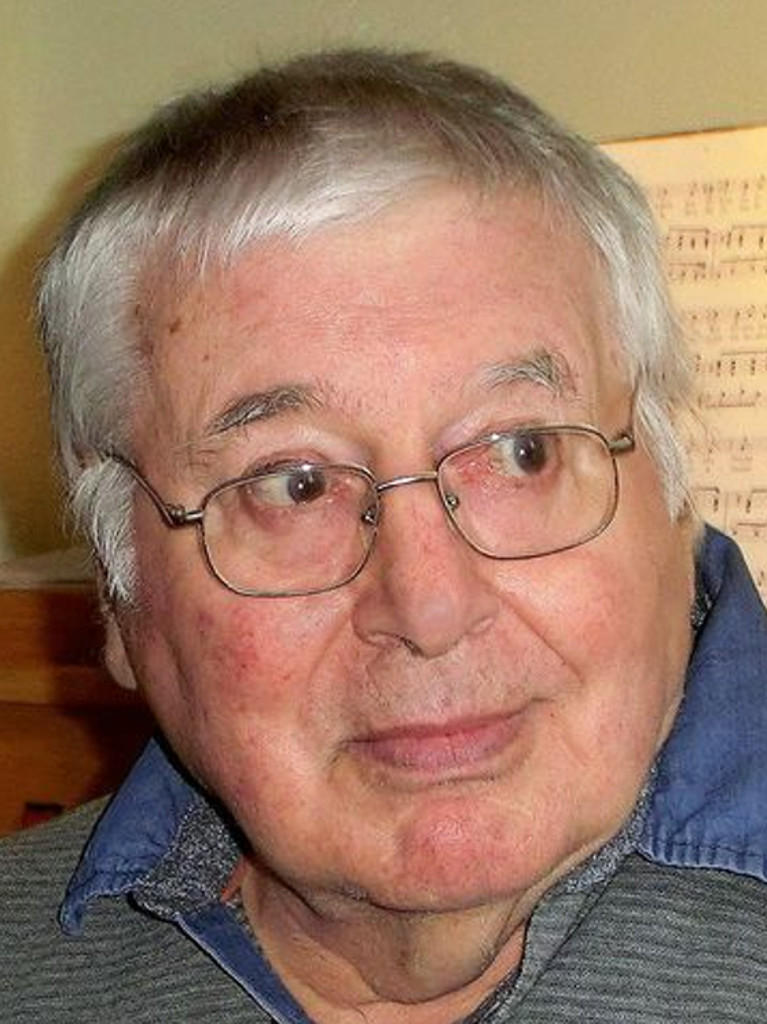
Peter Siegele (Aufnahme 2018)

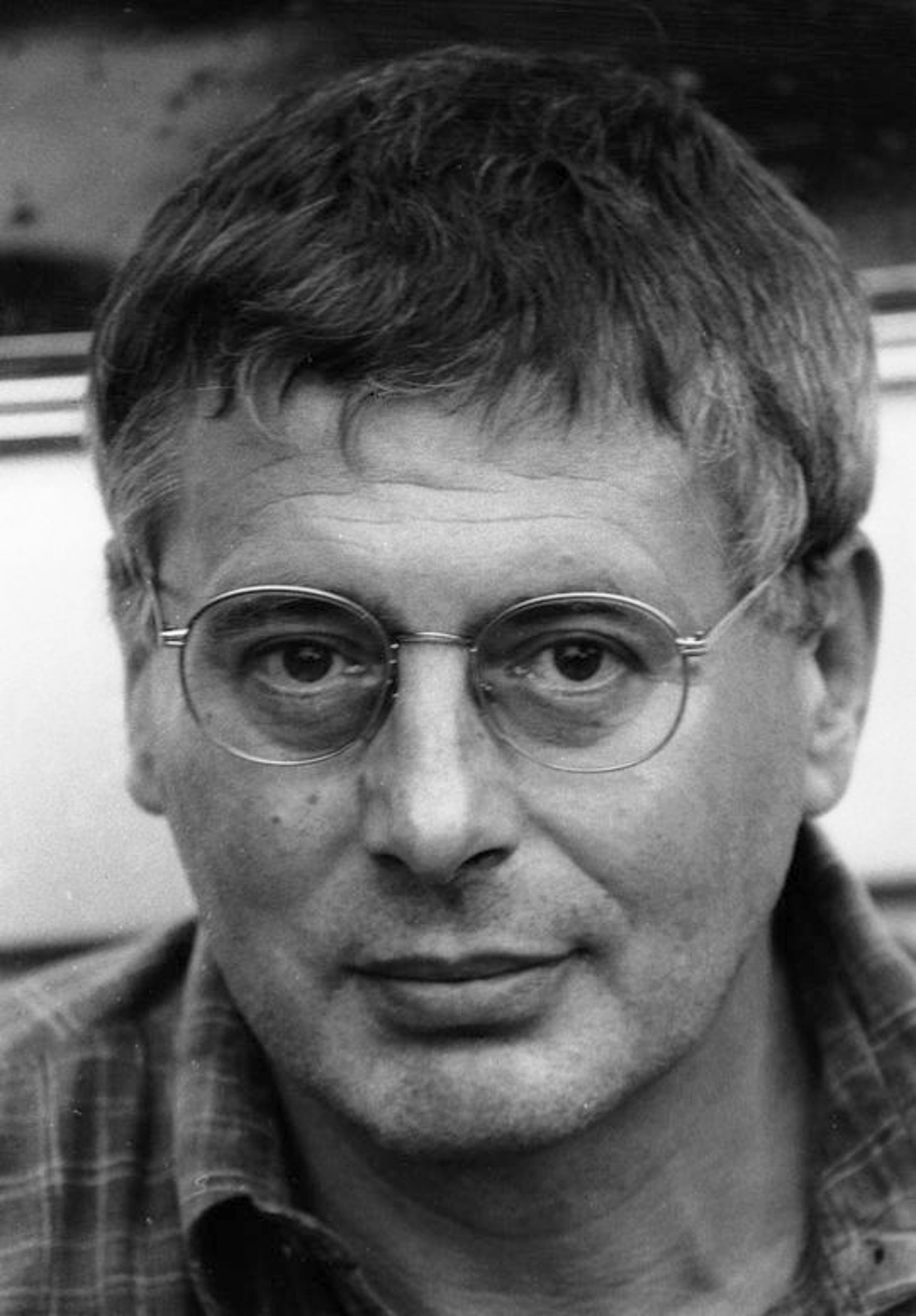
Peter Siegele (Aufnahme 1977)

Peter Otto Christoph Siegele (* 7. Juni 1938 in Karlsruhe) ist ein deutscher Kirchenmusiker und Konzertorganist. Bekannt wurde er in den 1970er und 1980er Jahren durch Aufnahmen von Orgelwerken für den Sender Freies Berlin, die er neben seiner Tätigkeit als Kirchenmusiker in West-Berlin einspielte. Besondere Schwerpunkte waren die Konzerte »Orgelmusik mit Erläuterungen« der Volkshochschule Berlin-Wedding und die Sommerkonzerte in den drei historischen Kirchen auf der Insel Föhr.

## Leben

### Kindheit und Jugend
Peter Siegele wuchs zusammen mit einer zwei Jahre jüngeren Schwester in Grünwettersbach bei Karlsruhe in einer evangelischen Pfarrfamilie auf. Die Kindheit am Rand des Schwarzwaldes ließ eine tiefe Naturverbundenheit entstehen.
Die Eltern waren der Pfarrer Emil Eugen Karl Siegele (1904–1990) und seine Ehefrau Magdalena (1908–1990). Das Elternhaus war musikalisch geprägt, der Vater spielte Klavier. Im Alter von sechs Jahren hinterließ eine Radio-Übertragung der Ouvertüre der Oper Tannhäuser von Richard Wagner bei Peter Siegele einen tiefen Eindruck, mit etwa zehn Jahren kam noch Johann Sebastian Bach mit der Matthäus-Passion hinzu. Ab diesem Alter bekam Peter Siegele Klavierunterricht.
1950 wurde der Vater als Stadtpfarrer an die Luthergemeinde in Karlsruhe berufen. Zwei Jahre später erhielt die kriegsbeschädigte Lutherkirche im Zuge des Wiederaufbaus eine neue, große Orgel (Eberhard Friedrich Walcker, Ludwigsburg), auf der sich der nunmehrige Gymnasiast ausprobieren durfte. Erfreut über seine Begeisterung ermöglichten die Eltern ihm ab 1954 Unterricht bei dem Organisten Robert Thomas. Dabei machte er schnell Fortschritte. Gelegentliche Vertretungen in Gottesdiensten und – ab 1958/59 – erste Konzerte folgten. In dieser Zeit entwickelte sich die Idee, das Orgelspiel zum Beruf zu machen.

### Ausbildung
1958 legte Siegele am humanistischen Bismarck-Gymnasium Karlsruhe das Abitur ab. Er begann – vor allem auf Wunsch der Eltern – zunächst ein Studium der Evangelischen Theologie an der Universität Heidelberg. Nach sechs Semestern – davon die letzten beiden in Hamburg, wo er einen Sommer lang das Segelfliegen erlernte – setzte sich bei ihm die Erkenntnis durch, zum Pfarrberuf nicht geeignet zu sein.
1961 begann er eine Ausbildung zum Kirchenmusiker am Kirchenmusikalischen Institut in Heidelberg (heute: Hochschule für Kirchenmusik), die er 1964 mit der B-Prüfung abschloss. Bis zu diesem Zeitpunkt war er neben den Studien bereits zeitweise als nebenamtlicher Kirchenmusiker tätig gewesen. Für den zweiten Teil seiner Ausbildung wechselte er im selben Jahr aus familiären Gründen nach Bremen, wo er sich am Bremer Konservatorium (heute Teil der Hochschule für Künste) einschrieb. Begleitet von einer sich ausweitenden Konzert-Tätigkeit schloss er sein Studium 1966 mit der A-Prüfung ab.

### Berufsleben

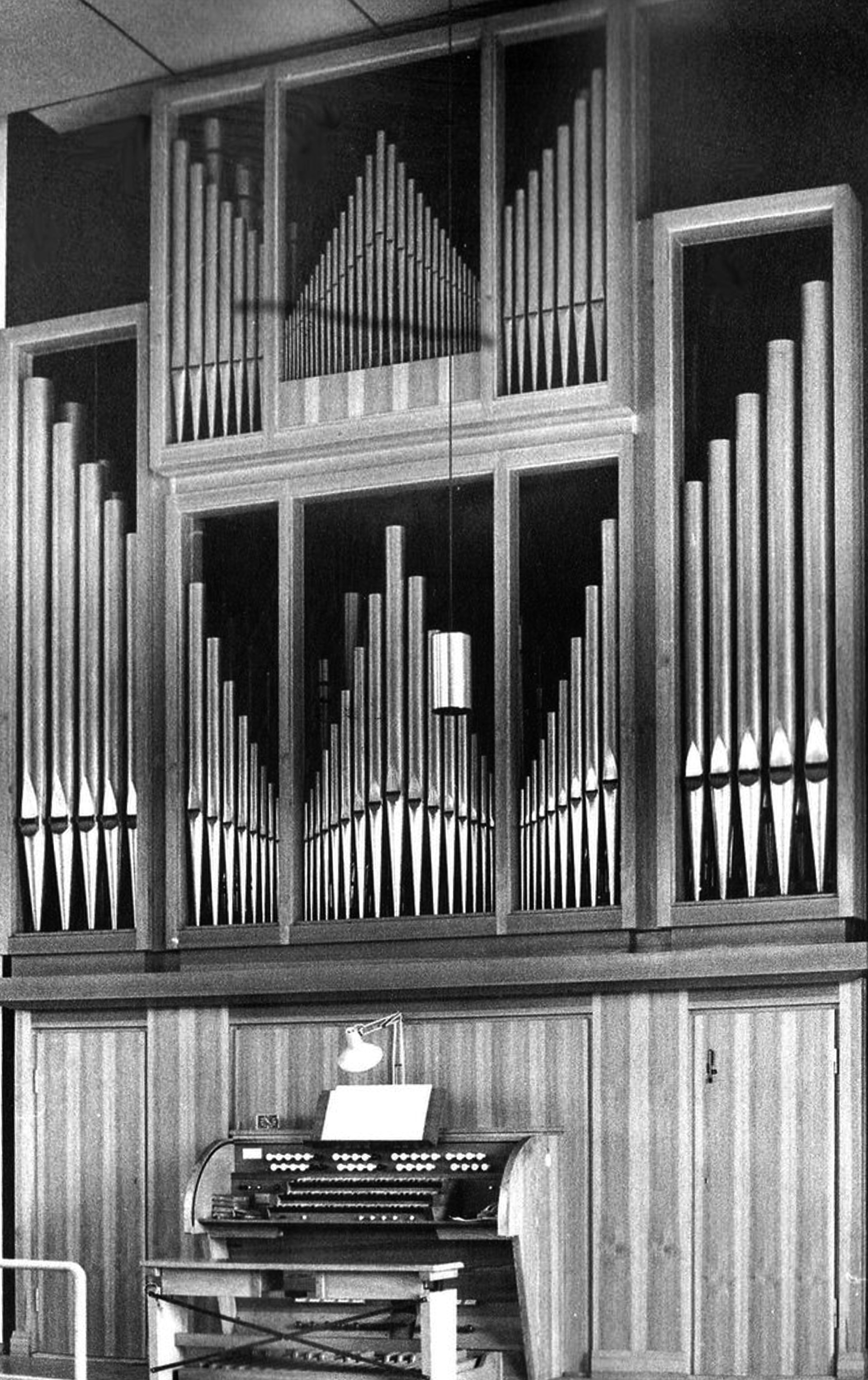
Die Beckerath-Orgel in der Kirche St. Paul, Berlin-Wedding (Aufnahme 1977)

Von 1964 bis 1985 arbeitete Peter Siegele als hauptberuflicher Kirchenmusiker in verschiedenen Kirchengemeinden. Gleichzeitig erarbeitete er sich in dieser Zeit einen Ruf als herausragender Konzertorganist mit einem breiten, auch die Moderne einschließenden Repertoire. Eine Kombination, die bei Pfarrern mit einem konservativen Amts- und Musikverständnis auch immer wieder zu Spannungen führte.
Ab 1964 hatte Siegele in Bremen-Blumenthal (Martin-Luther-Kirche) – noch neben seinem Studium – erstmals eine hauptamtliche Stelle (B-Stelle) inne. Seine erste Anstellung nach Abschluss der Ausbildung fand er 1966 in der Paulus-Kirchengemeinde in Bonn-Bad Godesberg (Friesdorf – heute Teil der Ev. Thomas-Kirchengemeinde). Hier begann er auch regelmäßige Konzerte zu geben. Es handelte sich jedoch wieder um eine B-Stelle, auf eine seinem Examen entsprechende A-Stelle bewarb er sich erfolgreich 1969 an die St.-Pauls-Kirchengemeinde in West-Berlin (Bezirk Berlin-Wedding – heute Teil der Kirchengemeinde an der Panke im Bezirk Berlin-Mitte). Dort stand ihm eine 1965 erbaute hervorragende Beckerath-Orgel zur Verfügung.
In St. Paul fokussierte sich Siegele auf das Orgelspiel in Gottesdiensten und Kirchen-Konzerten. Von 1972 bis 1977 arbeitete er zusätzlich als Kreiskantor im Kirchenkreis Berlin-Wedding (heute Teil des Kirchenkreises Berlin Nord-Ost).
Darüber hinaus entstanden in den Jahren zwischen 1970 und 1990 aus einem Kontakt mit Wolfgang Matkowitz (Aufnahmeleiter SFB, Leiter des Berliner Heinrich-Schütz-Kreises; 1937–2012) insgesamt 19 Rundfunkaufnahmen von zahlreichen Orgelwerken für den SFB in verschiedenen Berliner Kirchen (10 Soloaufnahmen und 9 Chor-, Ensemble- und Orchesteraufnahmen). Zu Siegeles Markenzeichen wurde die Veranstaltungsreihe Orgelmusik mit Erläuterungen in Zusammenarbeit mit der Volkshochschule Wedding. 1973 übernommen, führte er sie bis 2003 zunächst in St. Paul, später in der Kapernaum-Kirche (Berlin-Wedding) weiter. Dabei fanden während der Volkshochschul-Semester im 14-täglichen Rhythmus etwa 16 Konzerte jährlich statt, die jeweils ein bestimmtes Thema behandelten. Die Zuhörern, die sich auf der Empore bei der Orgel versammelten, bot Siegele nach einer allgemeinen Einführung eine detaillierte musikalische Analyse entsprechender Orgelwerke, verbunden mit persönlichen Anmerkungen. Den Abschluss bildete die Wiedergabe des Gesamtwerkes.
Außerdem gab es eine Reihe von Konzerten in Kooperation mit dem ihm schon aus Bremer Studientagen bekannten Uwe Gronostay (1939–2008) und eine über die Jahre andauernde Zusammenarbeit mit Peter Schwarz (Kaiser-Friedrich-Gedächtniskirche; 1936–2006).
Seit 1985 arbeitet Peter Siegele als freiberuflicher Organist. Neben der Tätigkeit in verschiedenen Kirchengemeinden in und um Berlin wurde er zu Konzerten eingeladen: Bis in die erste Hälfte der 2010er Jahre gab Siegele jährlich 30 bis 40 Konzerte mit jeweils wechselndem Programm. Konzertreisen in der Bundesrepublik, nach Polen, Schweden und Dänemark sowie die Mitwirkung bei Aufführungen der Berliner Philharmoniker (1992–94) kamen hinzu.
Von 1975 bis 2003 spielte Siegele 28 Jahre lang jedes Jahr Sommerkonzerte in den drei mittelalterlichen Kirchen auf der Insel Föhr (St. Johannis/Nieblum; St. Laurentii/Süderende; St. Nicolai/Wyk-Boldixum).

### Trivia
Peter Siegele ist seit 1967 verheiratet und Vater von zwei Söhnen. Er lebt zusammen mit seiner Frau Birgid, die ebenfalls Organistin ist, im Norden Berlins.

## Musikalischer Werdegang
Peter Siegeles musikalische Wegbegleiter in der Kindheit waren – geprägt durch die Vorlieben des Vaters – Richard Wagner und Johann Sebastian Bach.
Sein Orgelspiel stand zunächst natürlich unter dem Einfluss des ersten Lehrers Robert Thomas, der auch die Begeisterung für Bach verstärkte. Thomas entstammte der »Leipziger Schule« (Günther Ramin, Karl Straube, Orgelbewegung). In deren Zentrum stand die Wiederentdeckung des barocken Orgelklangs in Bezug auf Registrierung und Artikulation gegenüber dem damals vorherrschenden, von der späten Romantik geprägten Interpretationsstil.
Peter Siegeles Lehrer gehören zu den führenden Organisten in der Bundesrepublik. In Heidelberg war sein erster Ausbilder Wolfgang Dallmann (1924–2008). Dieser prägte insbesondere Siegeles Pedalspiel (»Germani-Technik«). Auch nach seinem Wechsel zu Heinz Markus Göttsche (1922–2010) blieb Siegele Dallmann freundschaftlich verbunden und arbeitete immer wieder als Registrant für ihn.
In Bremen wurde Siegele ebenfalls von zwei Lehrern geprägt: Hans Heintze (1911–2003) und dem späteren Landeskirchenmusikdirektor Erich Ehlers (1931–2014). Durch letzteren lernte Siegele an der Kirche St. Stephani eine große Beckerath-Orgel kennen und schätzen. Außerdem entwickelte Siegele bei Ehlers das für ihn charakteristische, vom Legato-Stil geprägte Orgelspiel.
Angeregt insbesondere von seinem Heidelberger Lehrer Göttsche erschloss sich Siegele während seiner Ausbildung auch die zeitgenössische Orgelmusik. Blieben die Bach-Kompositionen auch ein deutlicher und vielfach geschätzter Schwerpunkt seines Repertoires, legte er immer großen Wert darauf, die ganze Bandbreite der Orgel-Literatur darzubieten. Zu den Schwerpunkten seiner Programme gehören – neben Bach – Samuel Scheidt (1587–1654), Dietrich Buxtehude (1637–1707), Nikolaus Bruhns (1665–1697), Vincent Lübeck (1654–1740), César Franck (1822–1890), Max Reger (1873–1916), Johann Nepomuk David (1895–1977), Marcel Dupré (1886–1971), Olivier Messiaen (1908–1992) und Komponisten der Avantgarde wie Isang Yun (1917–1995) und Torsten Nilsson (1920–1999).

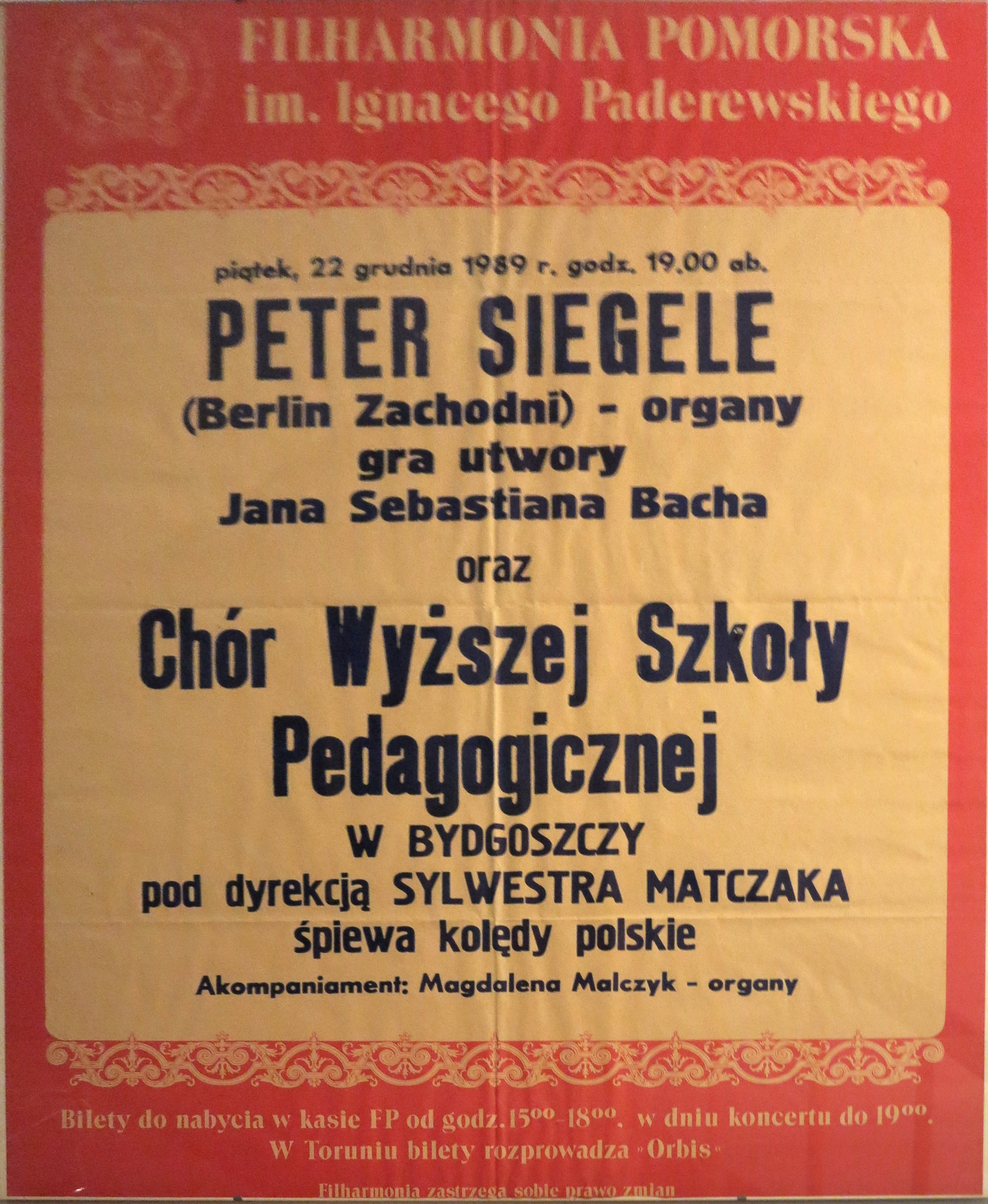
Plakat für ein Konzert in Bydgoszcz (Polen, ehem. Bromberg), 22. Dezember 1989
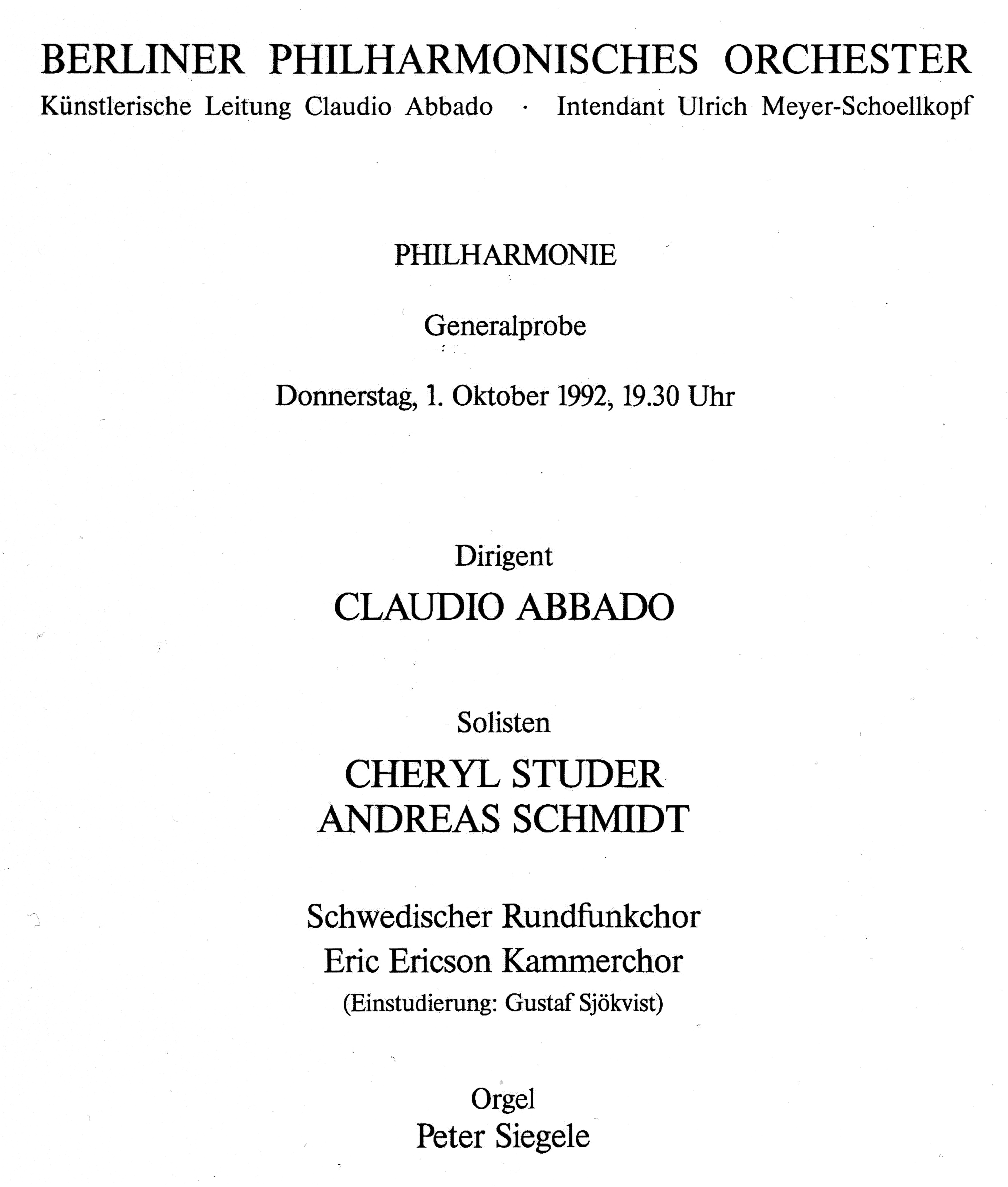
Handzettel zu einer Generalprobe mit dem Berliner Philharmonischen Orchester, 1. Oktober 1992

## Kritiken
Die Kritiken zu Peter Siegeles Konzerten sind durchzogen sowohl vom Lob für seine Einführungen zu den jeweiligen Werken als auch von Anmerkungen, „daß sein Orgelspiel musikalisch und technisch weit über dem Durchschnitt liegt.“ (Föhr 1989). „Siegele scheint zu jenen jungen Organisten zu gehören, die technische Probleme wie selbstverständlich meistern, dabei eine stilistische Vielseitigkeit anstreben und aus der Eigenheit des jeweiligen Werkes wie den gegebenen äußerern Konzertbedingungen die interpretatorische Lösung suchen.“ (Bremen 1976). Hervorgehoben wurde zudem seine „besondere Begabung für die Moderne“ (Bremen 1986). Größtes Lob aber erfuhren seine Bach-Interpretationen: „In der … Toccata und Fuge F-Dur von Sebastian Bach überwältige Peter Siegele jedoch mit der Fähigkeit, dem gewaltigen Klang … eine unglaubliche Beweglichkeit und Leichtigkeit zu geben, die wieder einmal bewies, daß Musik die Schwerkraft aufheben kann.“ (Tübingen 1991). „Siegele … gelang es in dieser Konzertreihe wohl erstmals auf dieser klanglich ungemein transparenten Orgel ein Bach-Werk vollgültig zu interpretieren.“ (Berlin 1986).

## Aufnahmen

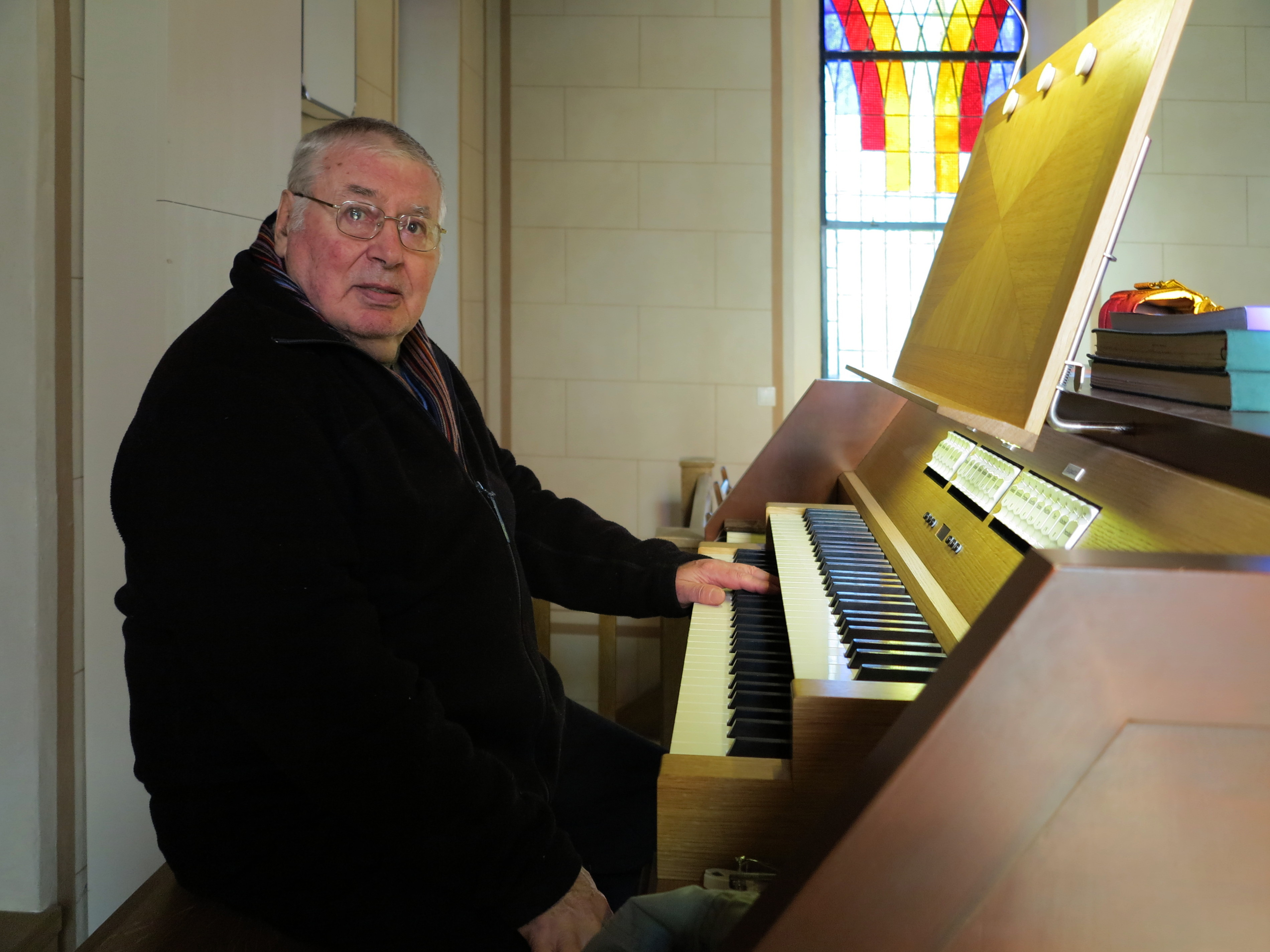
Peter Siegele an der Schuke-Orgel der Dorfkirche Glienicke/Nordbahn (Aufnahme 2017)

### Tonträger
- Johann Sebastian Bach, César Franck: Partite diverse sopra Sei gegrüsset, Jesu gütig (Johann Sebastian Bach, BWV 768), Choral Jesus bleibet meine Freude (Johann Sebastian Bach, aus BWV 147), Sieben Stücke D-Dur - d-moll. (César Franck, Org M 24 / Ausw.), Prélude, fugue et variation h-moll (César Franck, op. 18), Mars-Schallplatten / Köln: EMI-Electrola ASD (Vertrieb) 1984.
- Gustav Mahler: Suite nach Orchesterwerken von Bach. Düsseldorf: Pädagogischer Verlag Schwann-Bagel 1987. Wiederveröffentlichung München: Koch International 1992.

Zusammen mit den Berliner Philharmonikern (als »Mitwirkender«):
- Johannes Brahms: Ein deutsches Requiem. Hamburg: Deutsche Grammophon GmbH 1993.
- Gustav Mahler: Symphonie Nr. 2, Amsterdam: Philips Classic Productions 1994.
- Alexander Scriabin: Prométhée. Le Poème du feu. Audio-CD Berlin: Sony Classical 1994.

### Rundfunkaufnahmen für den Sender Freies Berlin (SFB)
Die Aufnahmen von Peter Siegele werden in unregelmäßigen Abständen vom Sender Radio Kultur des Rundfunk Berlin-Brandenburg (rbb) ausgestrahlt. Sie sind beim (kommerziellen) Mitschnitt-Service des Senders verfügbar.

#### Soloaufnahmen
Zehn Soloaufnahmen 1970–1990 auf verschiedenen Berliner Kirchenorgeln. Eingespielt wurden u. a.:
- Johann Sebastian Bach: Präludium und Fuge C-Dur (BWV 531), D-Dur (BWV 532), c-moll (BWV 549), a-moll (BWV 543), a-moll (BWV 551), Dorische Toccata und Fuge (BWV 538), Toccata und Fuge F-Dur (BWV 540);
- Nikolaus Bruhns: Präludium und Fuge e-Moll, groß;
- Dietrich Buxtehude: Präludium und Fuge D-Dur und F-Dur;
- Marcel Dupré: Variations sur un Noel;
- Paul Hindemith: Sonate II;
- Vincent Lübeck: Präludium und Fuge F-Dur und d-moll;
- Olivier Messiaen: aus La Nativité de Seigneur: Dieu parmi nous, aus Les Corps Glorieux: Combat de la Mort et de la Vie;
- Max Reger: Toccata und Fuge d-moll/D-Dur aus op. 59, Scherzo d-moll aus op. 65, Fantasie und Fuge d-moll op. 135B.

#### Chor-, Ensemble- und Orchesteraufnahmen
Neun Aufnahmen 1971–1987 auf der Orgel im Haus des Rundfunks und auf verschiedenen Berliner Kirchenorgeln. Eingespielte Werke u. a.:
- Carl Philipp Emanuel Bach: Konzert für Orgel, Streicher und Basso continuo G-Dur (Wq 34), Konzert für Orgel, Streicher und Basso continuo Es-Dur (Wq 35);
- Georg Friedrich Händel: Konzert für Orgel und Orchester Nr. 5 F-Dur (op. 4 Nr. 5, HWV 293), Konzert für Orgel und Orchester Nr. 13 F-Dur: Der Kuckuck und die Nachtigall;
- Werner Jacob: Cantium I;
- Niccolò Jommelli/Johannes Wojciechowski: Große Messe D-Dur;
- Franz Liszt: Via cucis: Die 14 Stationen des Kreuzweges, Der 23. Psalm: Mein Gott, der ist mein Hirt;
- Johann Georg Reichard: Weihnachts-Weissagung;
- Wolfgang Steffen: Gertrud Kolmar-Kantate;
- Georg Philipp Telemann: Ach Herr, strafe mich nicht (Psalm 6).